# Suzana Herculano-Houzel

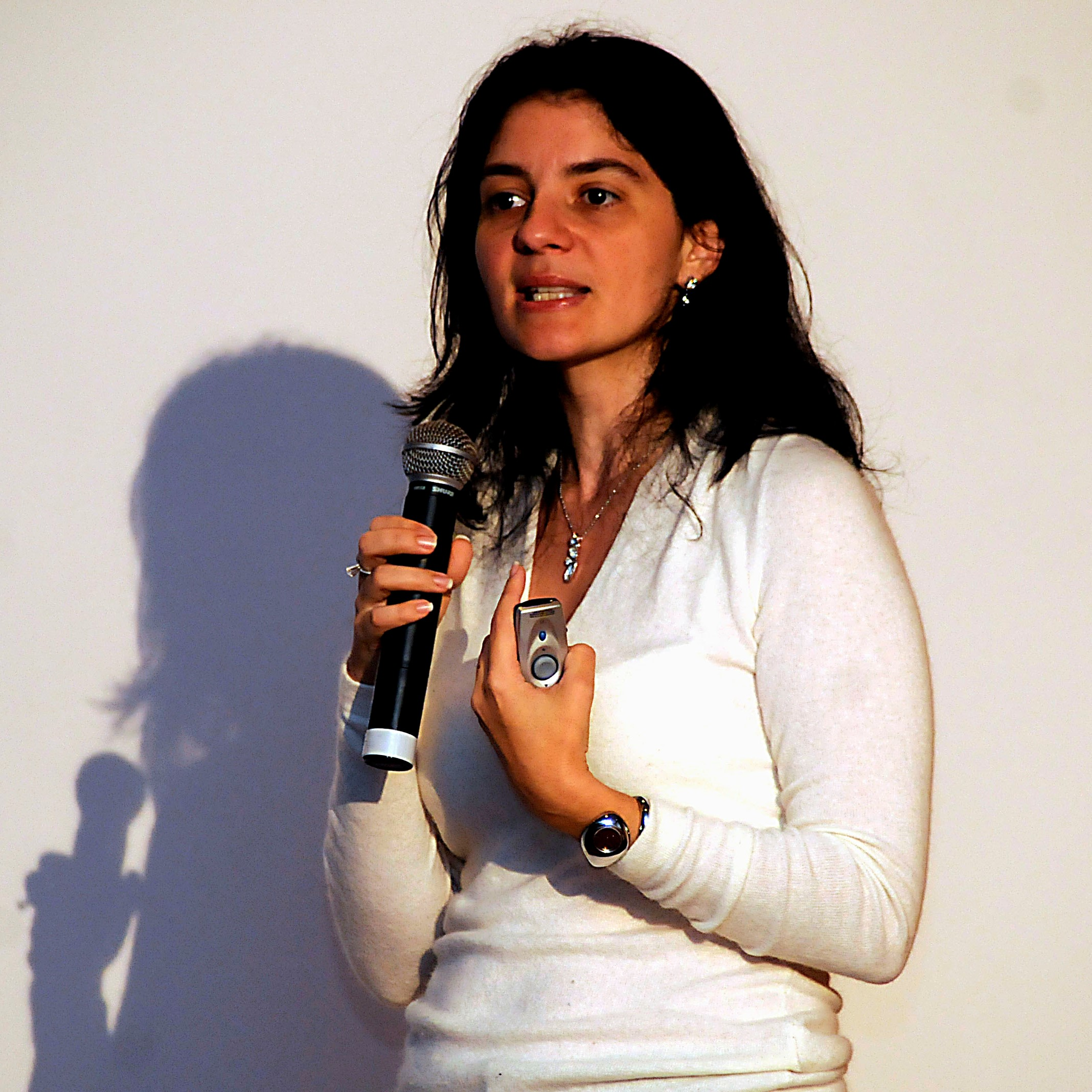
Suzana Herculano-Houzel nel 2009

Suzana Herculano-Houzel (nata Carvalho Herculano; Rio de Janeiro, 1972) è una neuroscienziata brasiliana, specializzata in neuroanatomia comparata. Le sue scoperte includono un metodo per contare i neuroni nel cervello umano e di altri animali e la relazione tra l'area della corteccia cerebrale e lo spessore e il numero di pieghe corticali.

## Biografia
Suzana Herculano-Houzel è nata nel 1972 a Rio de Janeiro. Si è laureata in biologia presso l'Università Federale di Rio de Janeiro (1992), ha conseguito un master presso la Case Western Reserve (1995) negli Stati Uniti e un dottorato in neuroscienze presso l'Università di Parigi (Paris VI) nel 1999 sotto la direzione di Yves Frégnac.  È stata anche borsista post-dottorato presso il Max Planck Institute for Brain Research di Francoforte sotto la supervisione di Wolf Singer.
Herculano-Houzel è stata membro della facoltà dell'Università Federale di Rio de Janeiro dal 2002 al maggio 2016, quando si è trasferita alla Vanderbilt University.

### Divulgazione
Suzana Herculano-Houzel è stata molto attiva nella divulgazione delle neuroscienze sin dai suoi inizi: nel 2000 ha creato il sito web O cérebro nosso de cada dia ("il nostro cervello quotidiano") sulle neuroscienze della vita quotidiana, e nel 2009 il suo blog A neurocientista de plantão ("il neuroscienziato di turno"). Dal 2006 scrive un editoriale bimestrale sullo stesso argomento per il quotidiano brasiliano Folha de São Paulo. Scrive anche sulla rivista scientifica e nel 2008 ha scritto e presentato il programma NeuroLÓGICA del programma televisivo brasiliano Fantástico2.
Nel 2013 è stata invitata a tenere un TED Talk su ciò che rende il cervello umano così speciale. È la prima persona brasiliana invitata a tenere un TED talk internazionale.
Tra il 2002 e il 2015 ha pubblicato diversi libri in portoghese per il grande pubblico. Il suo ultimo libro, The Human Advantage, ripercorre l'evoluzione del cervello umano e ciò che lo rende notevole, spiegando che non è unico nel regno animale.
Nel 2004 ha ricevuto il Premio José Reis dal Consiglio Nazionale per lo Sviluppo Scientifico e Tecnologico del Brasile, che premia la divulgazione della scienza.

### Ricerca
Il Laboratorio di Neuroanatomia Comparata della Vanderbilt University, guidato da Suzana Herculano-Houzel, utilizza metodi morfologici quantitativi per studiare la diversità dei sistemi nervosi dei vertebrati, la loro evoluzione e sviluppo. Ad esempio, la massa del cervello dei mammiferi varia di un fattore di 100.000 (tra gli scandentiani, i piccoli marsupiali arboricoli e le balene),, ma sono tutti costituiti dalle stesse strutture: corteccia, cervelletto, tronco encefalico, ecc. La neuroanatomia comparata cerca le regole che governano tale diversità organizzata e i loro meccanismi evolutivi.
Il metodo di frazionamento isotropo sviluppato in laboratorio consiste nel separare meccanicamente una struttura cerebrale sezionata o un intero cervello in una soluzione di volume noto, quindi marcare i nuclei cellulari mediante immunocitochimica (marcatore neuronale, gliale o endoteliale) e contare la loro densità nella sospensione. Questo metodo semplice, veloce e affidabile, permette di conoscere il numero assoluto di cellule (neuronali e non) che compongono la struttura studiata, senza essere influenzati dalle grandi variazioni di densità neuronale da una struttura o specie all'altra.

## Vita privata
A Herculano-Houzel è stato diagnosticato l'autismo da adulta.

## Opere
- Human Advantage: A New Understanding of How Our Brain Became Remarkable, The Mit Press, 2016 ISBN 0262034255
- (EN) The remarkable, yet not extraordinary, human brain as a scaled-up primate brain and its associated cost, in Proceedings of the National Academy of Sciences, 109 (Suppl 1), 2012,  pp. 10661-10668.